# Генрі Віотта
Генрі (Генрікус Анастасіус) Віотта (нід. Henricus Anastasius Viotta; 16 липня 1848, Амстердам — 18 лютого 1933, Монтре) — нідерландський диригент і музикознавець.

## Життєпис
Навчався в Кельнській консерваторії як піаніст і віолончеліст (1864— 1865), потім повернувся до Амстердама. Захопився музикою Вагнера і в 1883 р. створив нідерландське Вагнерівські товариство, в рамках якого в 1884—1919 рр.. продиригував дев'яносто трьома вагнерівськими постановками; в 1883 ж році випустив першу в Нідерландах книгу про Вагнера — «Ріхард Вагнер. Його життя і твори» (нід. Richard Wagner. Zijn leven en zijne werken).
В 1896—1919 роках Віотта був директором Гаазької консерваторії. В 1904 р. він заснував Гаазький філармонічний оркестр і очолював його до 1917 р. Вийшовши в 1919 р. у відставку з усіх посад, він провів залишок життя у Швейцарії. 
До сторіччя від дня народження Віотті в 1948 р. йому було встановлено меморіальний бюст в Амстердамі.